# Lockwood & Co.
Lockwood & Co. és una sèrie de llibres de thrillers sobrenatural per a joves escrita per Jonathan Stroud. La sèrie segueix a tres joves agents d'una agència de detecció psíquica (Lucy Carlyle, Anthony Lockwood i George Cubbins) mentre lluiten contra fantasmes (coneguts a tota la sèrie com a Visitants) a Londres, Anglaterra.
La sèrie consta de cinc llibres: The Screaming Staircase, The Whispering Skull, The Hollow Boy, The Creeping Shadow i The Empty Grave. El primer llibre de la sèrie, The Screaming Staircase, es va publicar el 2013, i l'últim llibre de la sèrie, The Empty Grave, ho va fer el 2017.

## Obra complementaria
Una història curta es va publicar durant sis dies a finals d'octubre de 2013 al lloc web de The Guardian. Va ser escrit per Stroud, amb l'aportació dels lectors per decidir sobre la ubicació, el tipus de fantasma i el seu títol, que va acabar com The Dagger in the Desk.

## Sèrie televisiva
El setembre de 2017, es va anunciar que Big Talk Productions havia optat pels drets de Lockwood & Co., amb plans per adaptar-lo a una sèrie de televisió. El desembre de 2020, es va anunciar que seria de Netflix, adaptat per Joe Cornish. El rodatge de la sèrie va començar la setmana següent al 5 de juliol de 2021. La sèrie es va estrenar el 27 de gener de 2023 i consta de vuit episodis.